# Blu di Cuneo
Il Blu di Cuneo è un formaggio erborinato prodotto a partire da latte intero nella Provincia di Cuneo, in Piemonte.

## Descrizione
Il Blu di Cuneo è prodotto in Italia, in Piemonte all'interno dei confini del territorio della provincia di Cuneo. 
Questa zona, per conformazione geografica e culturale, è storicamente votata alla produzione lattiero casearia, che si colloca ai primi posti tra le province del Bel paese.
Il formaggio Blu di Cuneo, per essere riconosciuto tale, deve rispettare un disciplinare di produzione che prevede il solo utilizzo di latte proveniente dalla provincia stessa.
II Blu di Cuneo è un formaggio erborinato di piccole dimensioni (dai 2,5 ai 6 kg circa), prodotto da solo latte cuneese di vacca, capra o pecora (in purezza),le cui tipiche venature sono figlie del processo di erborinatura, dovute alla crescita di muffe dovute all'inoculo di Penniciluim nel latte.
Viene realizzato in due versioni: quella più cremosa, dalla pasta marmorizzata da venature di muffe blu fondenti in bocca, e quella più sostenuta (anche definita extra), caratterizzata da una maggiore intensità dell'erborinatura, pasta compatta e solubile.

## Associazione
Il 14 novembre 2023 viene registrato il marchio e l’Associazione Blu di Cuneo vede finalmente la luce con Sandro Gallina come Presidente e Francesco Rabbia Vicepresidente, nasce così un Disciplinare di produzione del Blu di Cuneo legato al territorio.  Lo scopo è quello di raccogliere i piccoli  produttori agricoli e artigianali dell’area del cuneese che producono formaggi erborinati, garantendo un prodotto dalle caratteristiche comuni e inconfondibili.